# Rue de Lutèce
Rue de Lutèce [ry delytés] je ulice v Paříži na ostrově Cité ve 4. obvodu. Název připomíná římský název starověkého města Paříže Lutecia Parisiorum.

## Poloha
Ulice se nachází v centru ostrova, kde spojuje Place Louis-Lépine a Boulevard du Palais. Její severozápadní konec je asi 70 m od Sainte-Chapelle, jihovýchodní konec asi 200 m od katedrály Notre-Dame.

## Historie
V roce 1784 povolil Ludvík XVI. na žádost prévôta obchodníků výstavbu nového půlkruhového náměstí a novou ulici Rue de la Juiverie, která měla nahradit Rue de la Vieille-Draperie (součást dnešní Rue de la Cité). Náměstí sice vzniklo (dnes nádvoří Justičního paláce), ulice nikoliv.
Ulice byla postavena na staré cestě nazývané Passage Madeleine, otevřené v roce 1794 na místě kostela Madeleine, který zbořili v roce 1793. Královská vyhláška z 15. června 1838 určovala vznik nové ulice mezi Justičním palácem a Rue d'Arcole. Tato nová ulice, široká 13,50 m, byla pojmenována Rue de Constantine na paměť obléhání města Constantine v Alžírsku v říjnu 1837.
V 60. letech 19. století se ulice dočkala značného rozšíření v rámci přestavby Paříže během druhého císařství a nabyla dnešní podoby. V letech 1860–1865 byl severně od ní postaven Tribunal de commerce de Paris. Na jihu vznikla v letech 1863–1867 kasárna. V letech 1864–1876 ulici zkrátili kvůli výstavbě nemocnice Hôtel-Dieu. Na Rue de Lutèce byla přejmenována vyhláškou z 23. října 1880.